# Sardinella longiceps
Sardinella longiceps és una espècie de peix de la família dels clupeids i de l'ordre dels clupeïformes.

## Morfologia
- Els mascles poden assolir 23 cm de llargària total[2] i 200 g de pes.[3]
- Nombre de vèrtebres: 45-49.[4]

## Reproducció
Té lloc entre agost i setembre, quan la temperatura arriba als 22-28 °C.

## Alimentació
Menja principalment fitoplàncton (especialment diatomees) i petits crustacis.

## Depredadors
És depredat per Saurida tumbil i algunes espècies del gènere Scomberomorus.

## Hàbitat
És un peix marí, pelàgic, de clima tropical (25°N-7°N, 57°E-81°E) i que es troba a 20-200 m de fondària.

## Distribució geogràfica
Es troba a l'oceà Índic: des del Golf d'Aden i el Golf d'Oman fins al sud de la costa oriental de l'Índia.

## Longevitat
Pot arribar a viure 3 anys.

## Costums
Forma bancs a les aigües costaneres.

## Ús comercial
Es comercialitza fresc, assecat, adobat amb sal, fumat, en conserva i en forma de farina de peix i mandonguilles.